# Deutsches Familienarchiv
 (mai 2023).
Si vous disposez d'ouvrages ou d'articles de référence ou si vous connaissez des sites web de qualité traitant du thème abordé ici, merci de compléter l'article en donnant les références utiles à sa vérifiabilité et en les liant à la section « Notes et références ».
Deutsches Familienarchiv est le nom d'une série de publications généalogiques et historiques publiées depuis 1952 par Degener & Co. Cet éditeur spécialisé dans la généalogie, l'héraldique et l'histoire est fondé à Leipzig en 1910 et transfère son siège social de Neustadt an der Aisch à Insingen près de Rothenburg ob der Tauber en 2005.

## Contenu
Dans le Deutsches Familienarchiv, des auteurs spécialisés ainsi que des particuliers publient des travaux sur la recherche familiale avec des listes d'ancêtres, des listes de descendants, des combinaisons des deux, des histoires locales ou des histoires familiales détaillées, très souvent combinées avec des descriptions de l'historique ou de l'histoire culturelle respective. contexte et autres détails d'intérêt pour les généalogistes et les historiens.
La large diffusion de cette série de publications auprès des chercheurs privés et des abonnés et à travers les collections dans les bibliothèques universitaires, d' autres bibliothèques et archives, auprès des associations généalogiques et des chercheurs privés, permettent d'atteindre l'objectif réel de pérenniser les histoires de famille et les listes d'ancêtres publiées.
Environ 80 000 noms de famille se trouvent dans les 165 volumes publiés depuis la fondation, chacun avec environ 300 pages et de nombreuses illustrations.

## Registre
- Heinz F. Friedrichs: Gesamtregister zum Deutschen Familienarchiv. Bände 1–50 (= Genealogische Informationen. Bd. 3). 2. Auflage. Degener & Co., Neustadt an der Aisch 1980,  (ISBN 3-7686-2025-5).
- Heinz F. Friedrichs: Gesamtregister zum Deutschen Familienarchiv. Bände 51–75 (= Genealogische Informationen. Bd. 13). Degener & Co., Neustadt an der Aisch 1981,  (ISBN 3-7686-2029-8).
- Heinz F. Friedrichs: Gesamtregister zum Deutschen Familienarchiv. Bände 76–100 (= Genealogische Informationen. Bd. 22). Degener & Co., Neustadt an der Aisch 1989,  (ISBN 3-7686-2047-6).
- Gesamtregister zum Deutschen Familienarchiv. Bände 101–125 (= Genealogische Informationen. Bd. 34). Degener & Co., Neustadt an der Aisch 2000,  (ISBN 3-7686-2100-6).
- Gesamtregister zum Deutschen Familienarchiv. Bände 126–150 (= Genealogische Informationen. Bd. 37). Degener & Co., Insingen 2008,  (ISBN 978-3-7686-2115-1).
- Dieter Zwinger (Hrsg.): 250.000 Namen und Hinweise für den Familienforscher. Namenregister zum Deutschen Familienarchiv. Ahnenlisten-Kartei. Ahnenlisten in der Deutschen Zentralstelle für Genealogie. 47 Ahnenlisten (= Degener-CD. 1). Degener & Co., Neustadt an der Aisch 1997,  (ISBN 3-7686-2504-4) (Mit Gesamtregister der DFA-Bände 1–119).

## Pour approfondir